# Васил Рац
Васил Рац (укр. Василь Карлович Рац, мађ. Rácz László; 25. март 1961) бивши је совјетски фудбалер.

## Биографија
Фудбалом је почео да се бави 1972. године. Између 1978. и 1980. био је фудбалер Карпата из Лавова, а у сезони 1980/81. играо за Локомотиву Виница. Године 1981. потписао је уговор са Динамом из Кијева. У дресу Динама освојио је по четири пута првенство Совјетског Савеза и Куп СССР. Био је члан тима који је освојио Куп победника купова у сезони 1985/86. Године 1991. прелази у Ференцварош, али су крили да има здравствених проблема. У Фрадију је наступио на само 7 лигашких утакмица и постигао један гол, али је постао и члан шампионске екипе у сезони 1991/92. Фудбалску каријеру завршио је 1993. године.
Између 1986. и 1990. године наступио је 47 пута за репрезентацију Совјетског Савеза и постигао 4 гола. Био је члан тима који је учествовао на Светском првенству 1986. у Мексику и 1990. у Италији. Године 1988. био је члан тима који је освојио сребрну медаљу на Европском првенству одржаном у Западној Немачкој.

## Успеси
Динамо Кијев
- Првенство СССР: 1981, 1985, 1986, 1990.
- Куп Совјетског Савеза: 1982, 1985, 1987, 1990.
- Суперкуп СССР: 1986, 1987.
- Куп победника купова: 1986.

Ференцварош
- Прва лига Мађарске: 1991/92.
- Куп Мађарске: 1990/91, 1992/93..

СССР
- Сребрна медаља Европско првенство 1988. у Западној Немачкој